# (74017) 1998 FN138
(74017) 1998 FN138 – planetoida z pasa głównego asteroid okrążająca Słońce w ciągu 4,29 lat w średniej odległości 2,64 j.a. Odkryta 28 marca 1998 roku.